# キルギス共和国日本語教師会

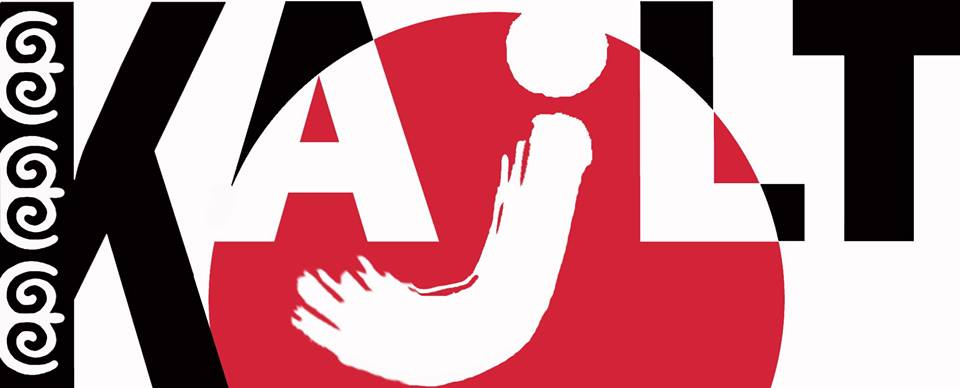
キルギス共和国日本語教師会ロゴ

キルギス共和国日本語教師会（キルギスきょうわこくにほんごきょうしかい、露: Ассоциация преподавателей японского языка Кыргызской Республики、英語:  Japanese Language Teachers Association of the Kyrgyz Republic）は、キルギス共和国にある1999年に発足した任意団体である。教師会は、キルギス（中央アジア地域含む）における外国語として日本語を学習する者に対する日本語教育の充実と促進を図り、日本語・日本文化の普及、キルギスと日本の相互理解を深めることを目的としている。キルギス国内の高等教育機関、初等中等教育機関, そして民間語学学校他の日本語教師やJICA青年海外協力隊ボランティア（職種：日本語教育, 青少年活動等）（※現在のJICA海外協力隊）、国際交流基金（JF）派遣日本語専門家等が活動に参加している。
2015年8月には, 日本国外務大臣表彰（団体）を受賞しており、国際交流基金「さくらネットワーク」にも加入している団体である。2023年10月現在の会員数は約45名である。

## 主な活動
キルギス共和国日本語教師会の活動は多岐にわたっている。
- 教師会総会の開催（隔月）

- 会報の発行（年3回）
- 研究紀要『キルギス日本語教育研究』の刊行（年1回）
- 日本語能力試験（JLPT）の実施（7月・12月）
- 日本語弁論大会/日本語教育セミナーの開催

国内大会（年1回）・中央アジア大会（3年ごとに開催担当国）
国内セミナー（年2回）・中央アジアセミナー（3年ごとに開催担当国）
- 各教育機関への日本語教師の派遣・日本語教育活動サポート・日本語・日本文化出前授業

- 日本語教授法講座（短期・長期）など

## 「キルギス共和国日本語教師会会報」
キルギス共和国日本語教師会では、年に数回、「キルギス共和国日本語教師会会報」が発行されている。2000年の第1号発行開始以来、2023年12月1日時点で68号を数える。バックナンバーはホームページや下記のリンクで一般に広く公開されており、閲覧可能である。
「キルギス共和国日本語教師会会報」バックナンバー

## キルギス共和国日本語弁論大会
毎年3月に「キルギス共和国日本語弁論大会」が開催されている。キルギス国内の日本語学習者の日々の学習の成果を披露する機会であり、教員が交流する貴重な場となっている。2016年大会は「入門・初級部門」「初中級・中級・上級部門」の２部構成で行われた。また、審査時間中には「アトラクション（日キコンサート（音楽・舞踊・合唱等）」が行われる。

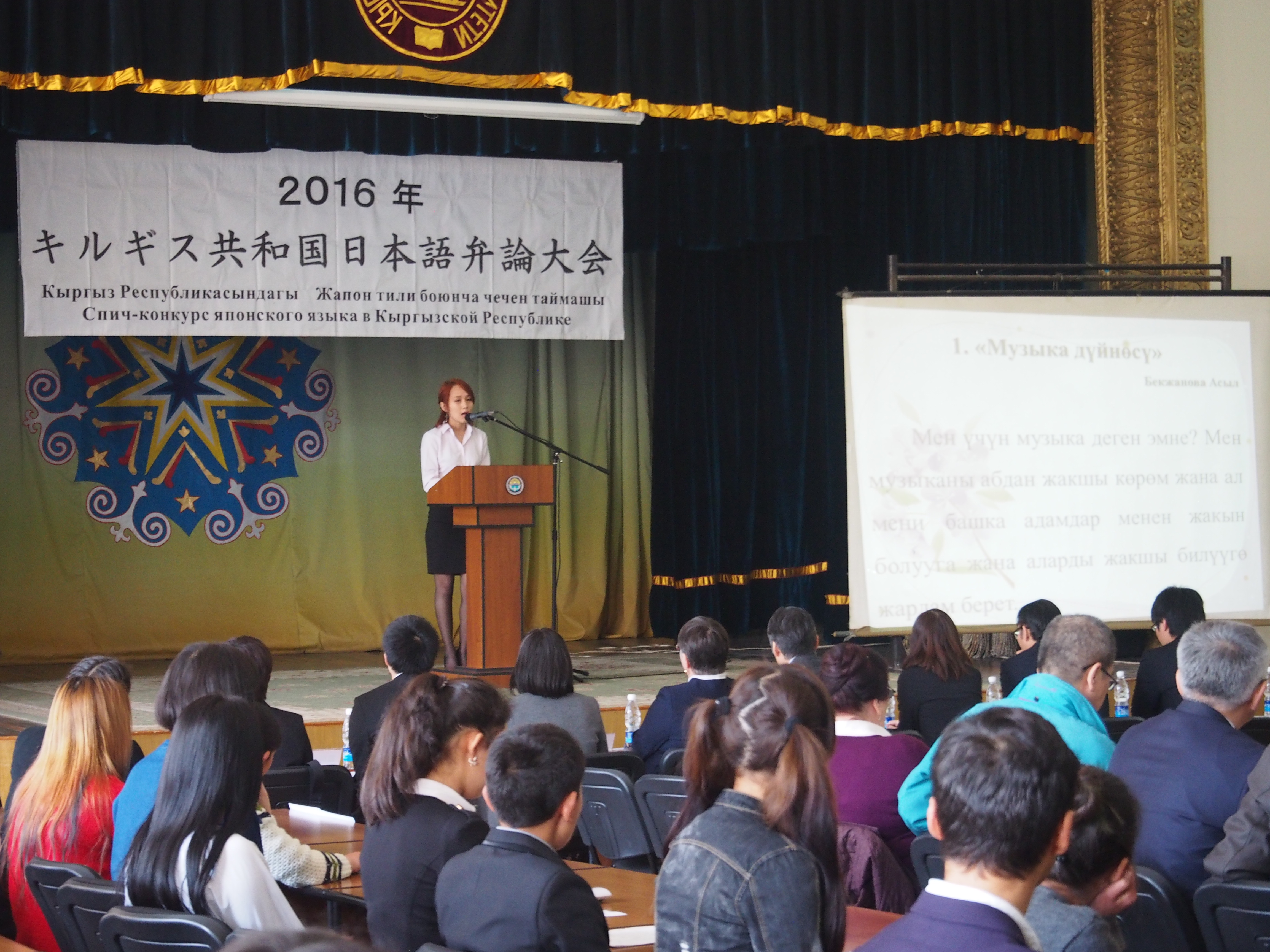
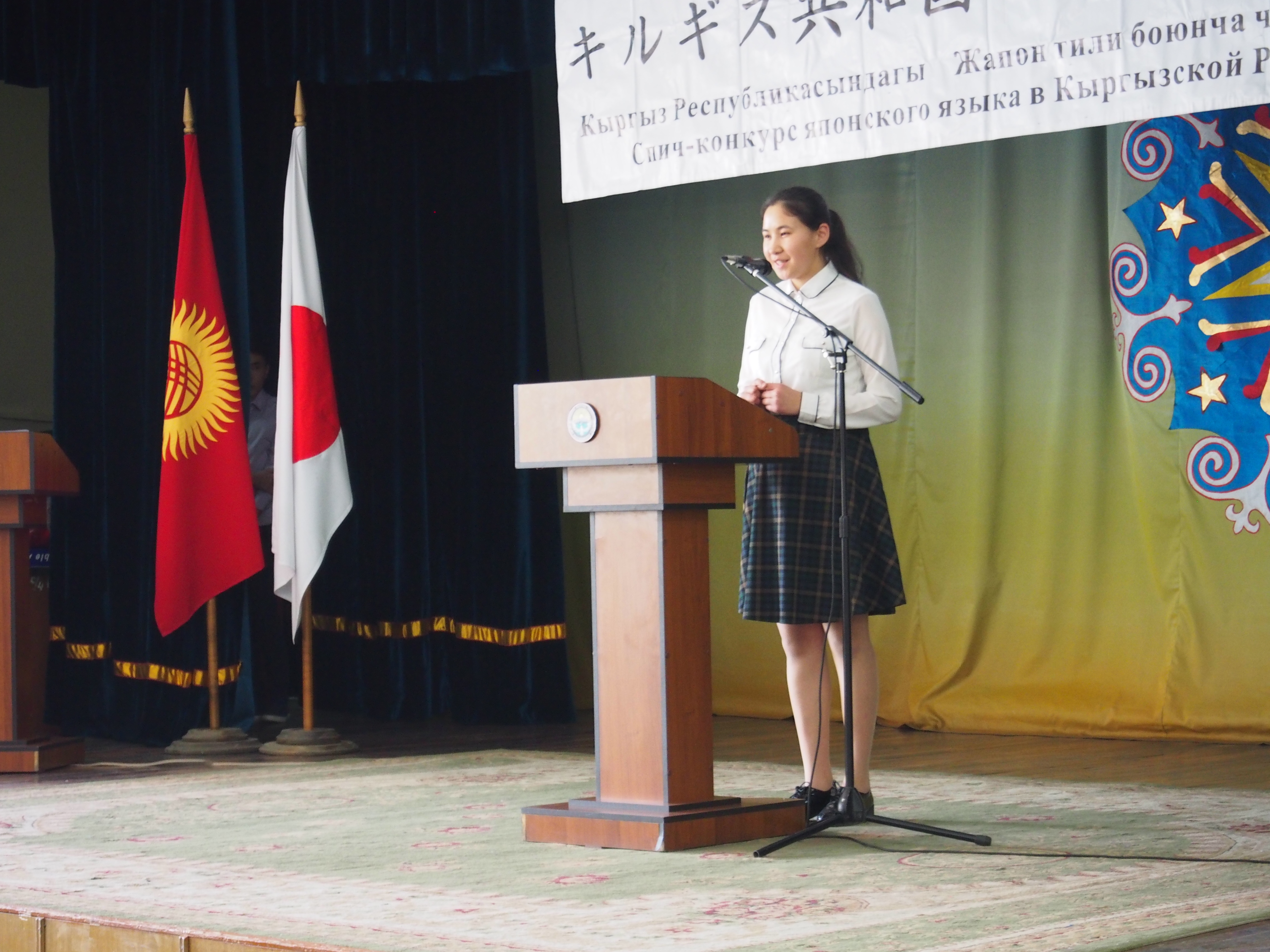
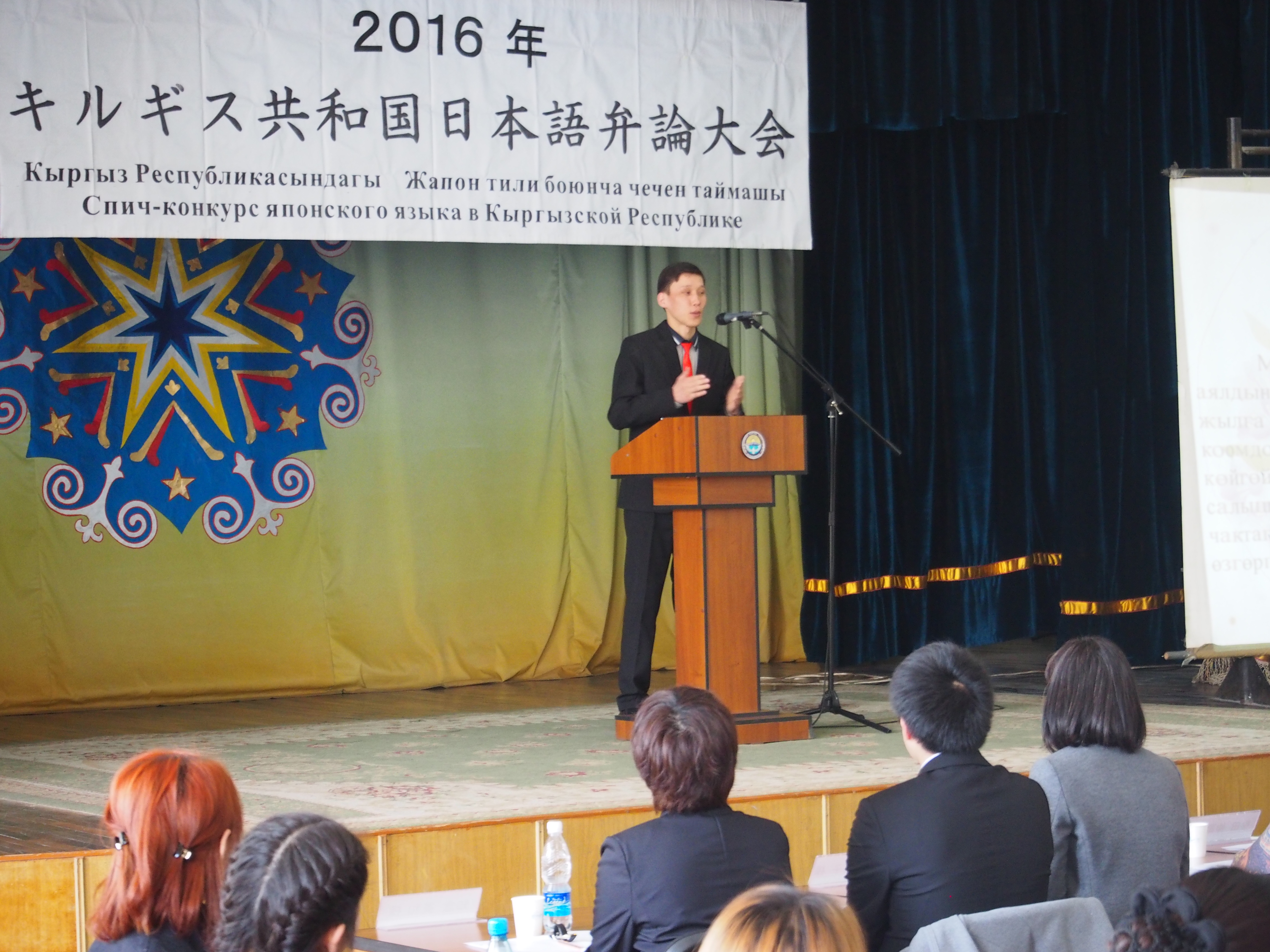
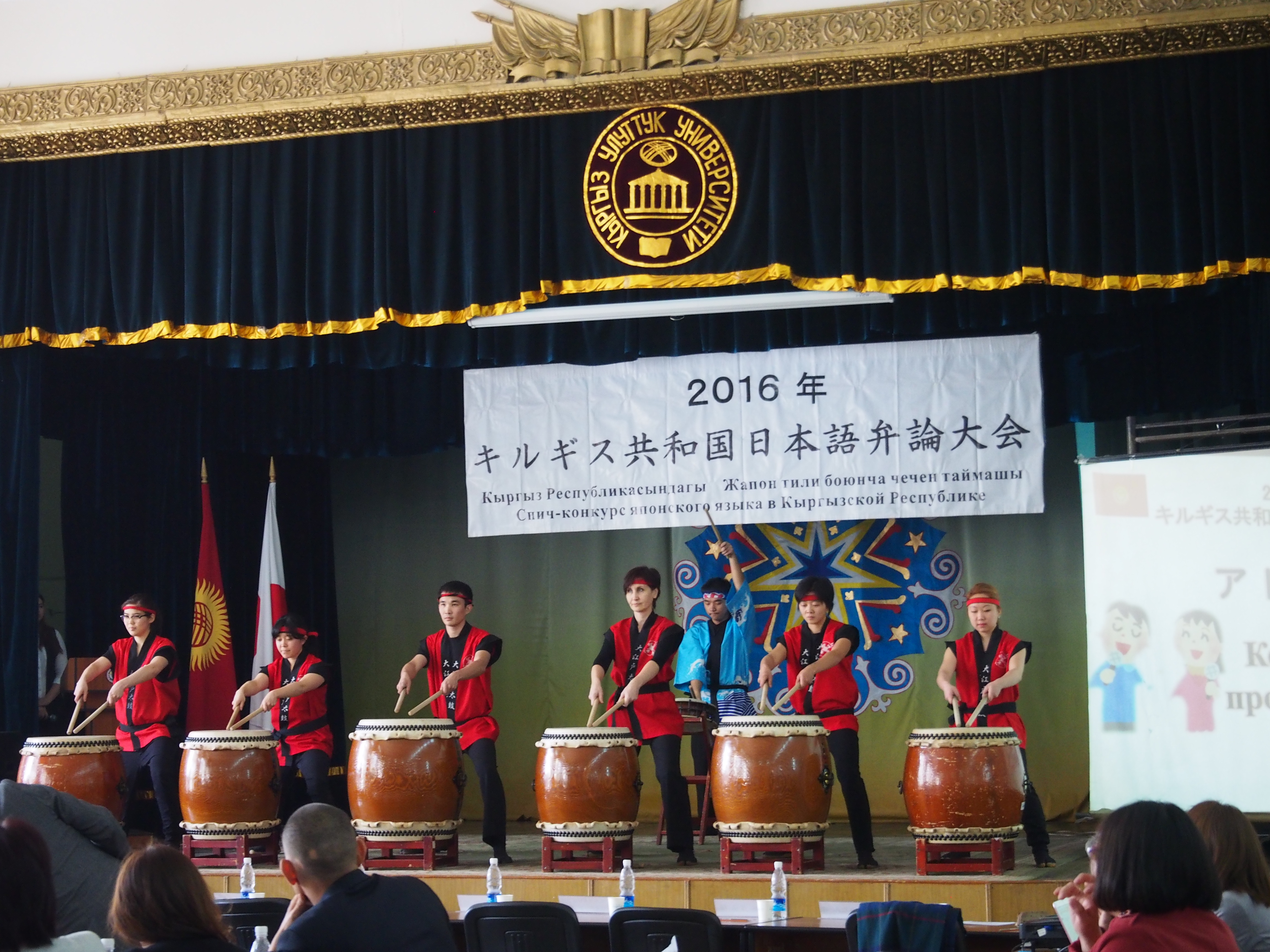
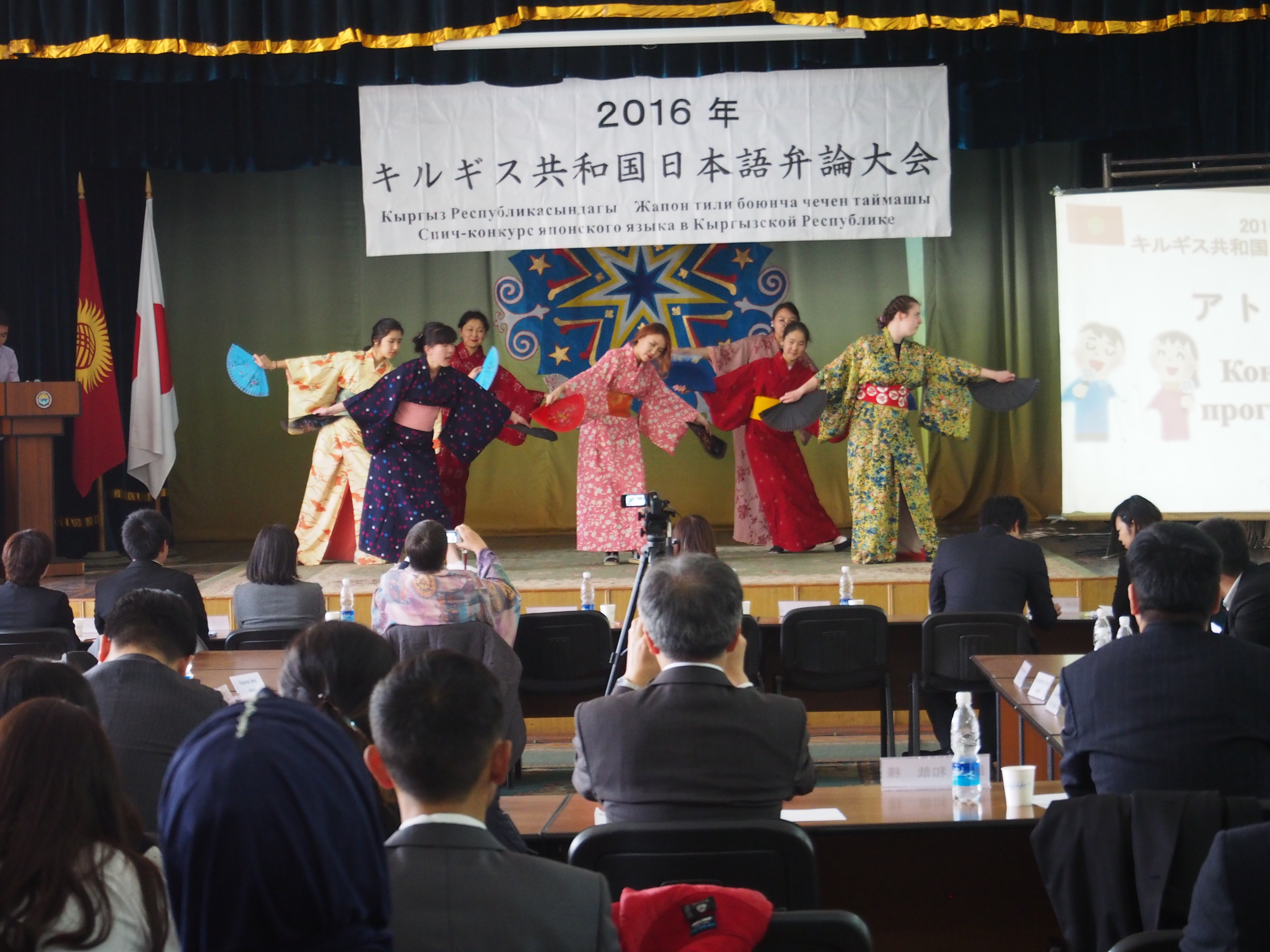

「初中級・中級・上級部門」の上位入賞者は、中央アジア日本語弁論大会に出場することができる。

## キルギス日本学・日本語教育国際研究大会（キルギス日本語教育セミナー含む）
春季・夏季の年2回、「キルギス日本語教育セミナー」が開催されている。キルギス国内唯一の日本語教育に関する学術的な研究大会である。春季セミナーは開催年を、夏季セミナーは回数を名称の最初に付けている。
近年ではカザフスタン、ウズベキスタン、タジキスタン、ロシア等の近隣諸国からも参加があり、国際的な学術交流の場になっている。
「講演」「フォーラム」「実践報告」「研究発表」といったプログラムが組まれている。特に、「講演」は日本や各国の第一線の研究者・実践者を招聘し、講演を行なっている。テーマはさまざまで、日本語教育分野をはじめ、国語科教育（第一言語教育）、通訳・翻訳、第二言語習得、多読等の幅広いテーマで行われている。各年度の研究大会では、日本の大学等に所属する研究者による基調講演がプログラムに組まれている。（会報によると、2023年の第7回大会まで、次のような教育・研究者が講演を担当している。廣田知子（鳴門教育大学）、迫田久美子（広島大学）、関麻由美（津田塾大学）、牧野成一（プリンストン大学）、作田奈苗、中川千恵⼦（國學院大學）、宇⼭智彦（北海道大学）、西條結人（広島大学））
第5回日本語教育夏季セミナーは、日本・キルギス外交樹立25周年を記念して「キルギス日本学・日本語教育国際研究大会」として格上げされ、ビシケク人文大学で開催された。以降、毎年8月に「キルギス日本学・日本語教育国際研究大会」が開催されている。2023年までに計7回の研究大会が開催されている。

## 中央アジア日本語弁論大会・中央アジア日本語教育セミナー
「中央アジア日本語弁論大会」は、毎年1回、キルギス、カザフスタン、ウズベキスタン、トルクメニスタン、タジキスタンの５カ国の代表が集う国際大会で、キルギス、ウズベキスタン、カザフスタンの３カ国持ち回りで行われている。2017年4月には、ビシケク人文大学コンサートホールにて「第21回中央アジア日本語弁論大会」が実施された。中央アジア地域で唯一の日本語教育関連の国際大会である。
「中央アジア日本語教育セミナー」も弁論大会翌日に行われ、中央アジア地域５カ国の日本語教育に携わる教員や研究者が参加する。

## 教師会紀要『キルギス日本語教育研究』
キルギス共和国日本語教師会では、研究紀要『キルギス日本語教育研究』を、原則、年に1回刊行している。同教師会のホームページでは、発行の意義を次のように説明している。
　　『キルギス日本語教育研究（ロシア語名：Научные исследования в области 　　преподавания японского языка в Кыргызской Республике）』は、日本学・日本語教育学等の領域の教育・研究成果を収録し、キルギスはもとより、中央アジア地域の日本語教育発展に寄与することを目指しています。【同教師会HPより】
『キルギス日本語教育研究』は2017年に創刊号が発行され、2023年12月までに計6号が発行されている。（『キルギス日本語教育研究』バックナンバー）

## 教育機関への日本語・日本文化出前授業
キルギス国内の初等中等教育機関・高等教育機関と連携し、教師会会員の日本語教員が教育機関に出張する形で、日本語・日本文化出張授業が行われている。「日本語で自己紹介」「阿波踊り」「日本の歴史・文化」などのレクチャーを実施している。

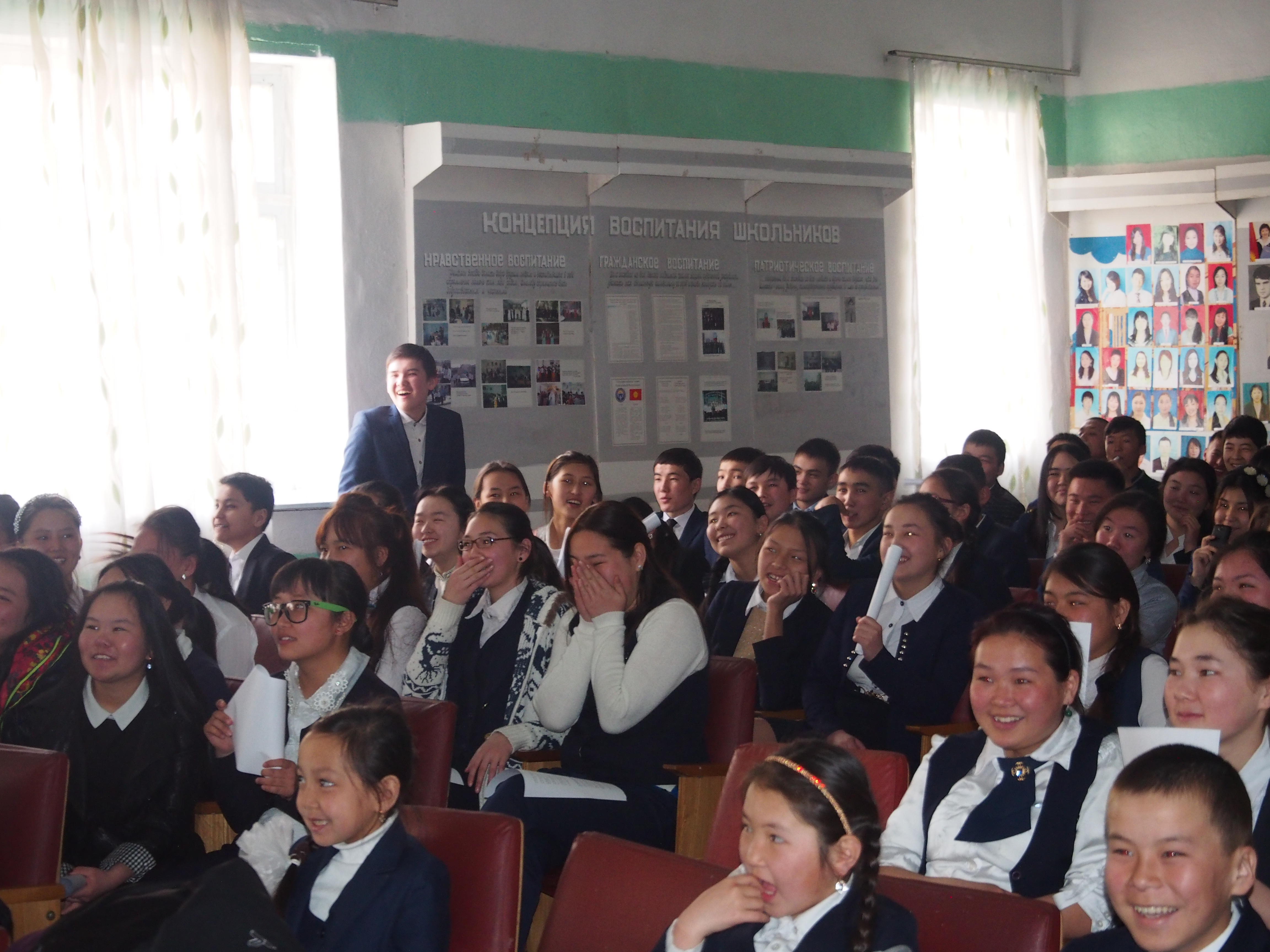
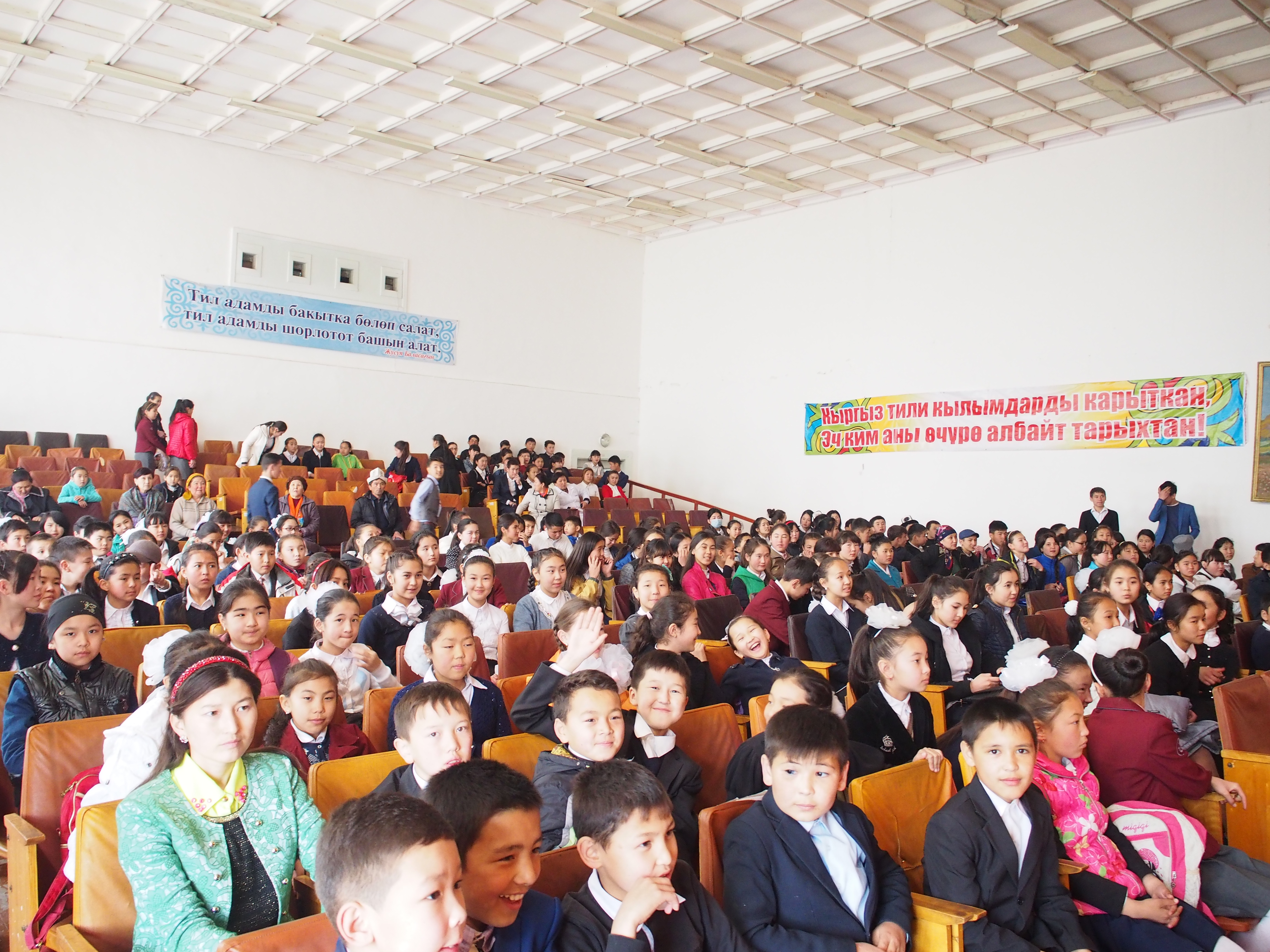
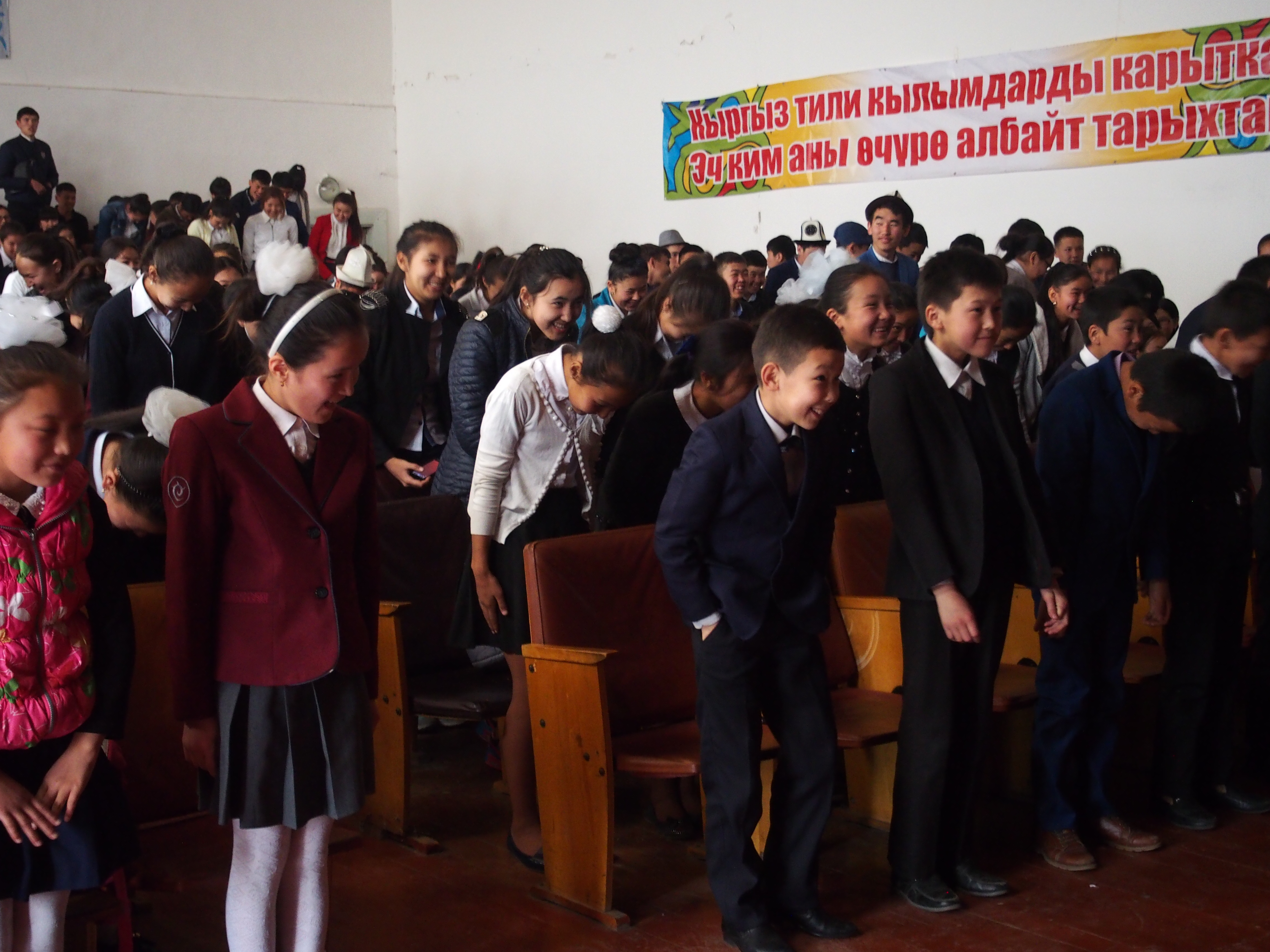
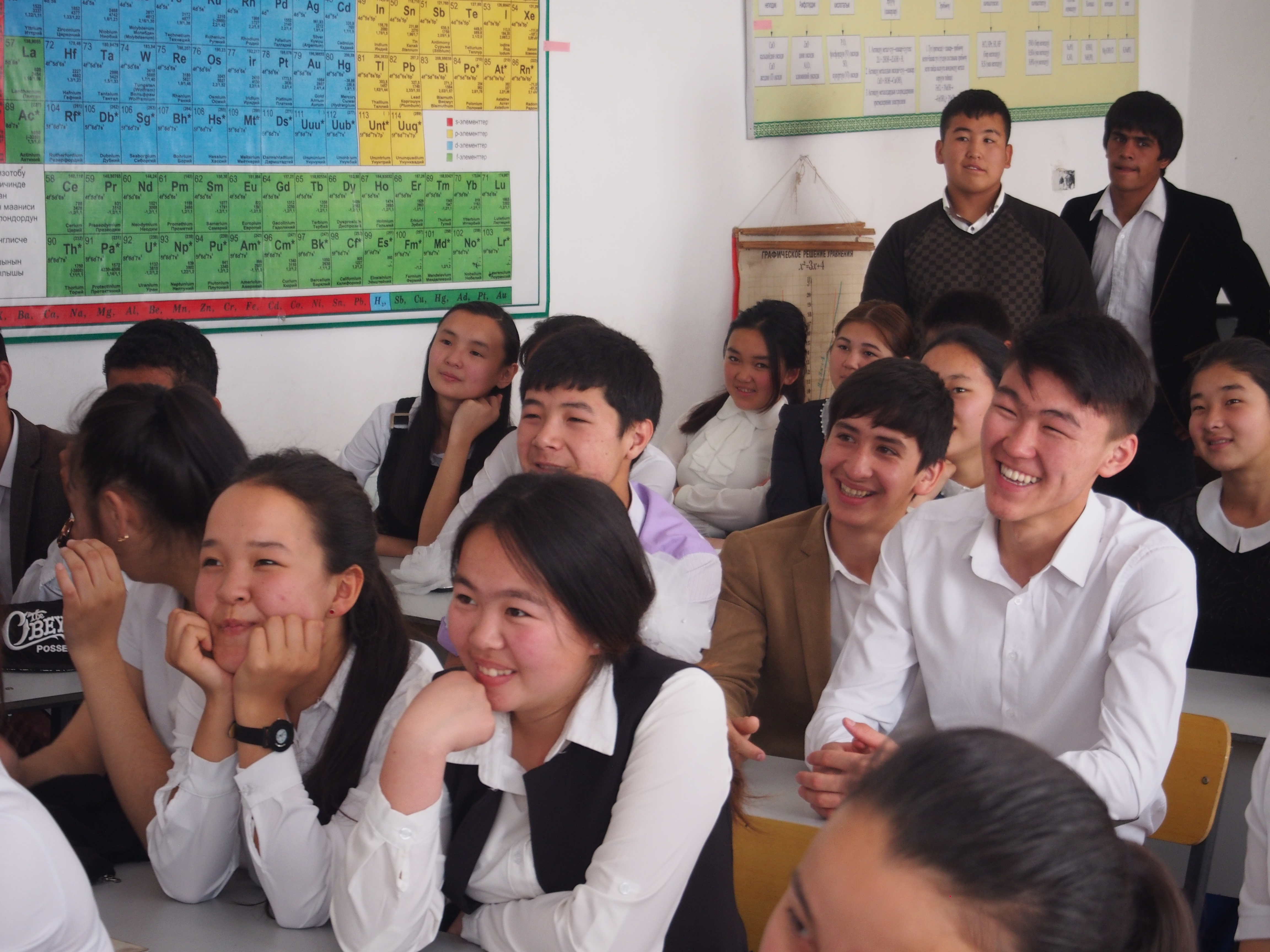